# Krista Ayne
Krista Ayne (Staten Island, 30 juli 1982) is een Amerikaans model en actrice.

## Biografie
Krista Ayne begon met modellenwerk op jonge leeftijd. In 2004 verscheen ze in de clip van de single Beautiful Soul van Jesse McCartney. Ayne verscheen in 2006 in Penthouse. In 2009 speelde ze in de film The Bleeding met rapper DMX. In 2010 acteerde ze in de horrorfilm Bad Biology, met rapper R.A. the Rugged Man als scenarioschrijver en filmproducent en Frank Henenlotter als regisseur. In de film acteerde ook onder meer rapper Remedy van Wu-Tang Clan en model Jelena Jensen. Tussen 2009 en 2011 had ze een hoofdrol in de serie Life on Top.

## Filmografie
- Abnormal Attraction (2018)
- Catch of the Day (2013)
- Halloween Awakening: The Legacy of Michael Myers (2012)
- Brutal (2012)
- Eyes Find Eyes (2011)
- Still a Teen Movie (2009)
- Life on Top (2009), tv-serie
- The Bleeding (2009)
- The Lodger (2009)
- Bad Biology (2008)
- Rockaway (2007)